# À la
à la, vollständig à la mode de/du … (französisch für „nach Art von/des …“) ist eine im 18. bis 19. Jahrhundert aus dem Französischen entlehnte Partikelgruppe, die bestimmte Zubereitungsweisen von Gerichten bezeichnet.
Der Ausdruck findet sich auch in Bezug auf Kunst und Literatur und bedeutet „im Stil von …“ oder „in der Weise/Technik …“, in diesem Sinne kommt es aus dem Italienischen (alla, „in der Art“, „im Stil“), als alla natura‚ nach der Natur, naturalistisch‘, alla maniera [di] …/à la manière (etwa alla maniera Francese ‚nach französischer Art‘, vergl. Manier), oder alla pittoresco ‚malerisch‘ (schon bei Vasari und Uccello, frühes 16. Jahrhundert), später eingeengt auf ‚in der Malweise von …‘.
In der Musik wird alla verwendet in alla breve (kurz für tactus alla breve im Sinne von „gerader Takt“, 2/2-Takt) oder in Wendungen wie alla marcia (in der Art eines Marsches), alla polacca (in der Art einer Polonaise), alla tedesca (nach Art des Walzers bzw. des Deutschen Tanzes), alla turca (im Stile der türkischen Musik), alla zingarese (im Stile der Zigeunermusik) usw.